# FC Ulisses Jerewan
Der FC Ulisses Jerewan war ein armenischer Fußballklub aus Jerewan, der bis zu seiner Auflösung 2016 in der Aradschin chumb spielte.

## Geschichte
Der Verein wurde 2000 als Dinamo-2000 Jerewan gegründet und spielte seit 2001 in der Bardsragujn chumb, der ersten Liga von Armenien. 2002 wurden die Heimspiele des Vereins nicht mehr in Jerewan ausgetragen, sondern in der Industriestadt Aschtarak. 2004 wurde der Verein in Dinamo-Zenit Jerewan umbenannt und schaffte seine bisher beste Platzierung, als man am Saisonende auf Platz fünf stand. 2006 beendete der Klub, der mittlerweile in FC Ulisses Jerewan umbenannt worden war, die Saison als Tabellenletzter, konnte sich jedoch im Relegationsspiel durchsetzen und den Klassenerhalt schaffen. 2011 gewann der Verein zum ersten Mal den Titel des armenischen Landesmeisters. Knapp fünf Jahre später wurde der Verein nach der Hinrunde der Saison 2015/16 auf Grund finanzieller Schwierigkeiten aufgelöst.

## Erfolge
- Armenischer Meister: 2011

## Europapokalbilanz
| Saison  | Wettbewerb            | Runde                  | Gegner               | Gesamt | Hin     | Rück    |
| ------- | --------------------- | ---------------------- | -------------------- | ------ | ------- | ------- |
| 2010/11 | UEFA Europa League    | 1. Qualifikationsrunde | Bne Jehuda Tel Aviv  | 0:1    | 0:0 (H) | 0:1 (A) |
| 2011/12 | UEFA Europa League    | 1. Qualifikationsrunde | Ferencváros Budapest | 0:5    | 0:3 (A) | 0:2 (H) |
| 2012/13 | UEFA Champions League | 2. Qualifikationsrunde | Sheriff Tiraspol     | 0:2    | 0:1 (H) | 0:1 (A) |
| 2015/16 | UEFA Europa League    | 1. Qualifikationsrunde | FC Birkirkara        | 1:3    | 0:0 (A) | 1:3 (H) |

Gesamtbilanz: 8 Spiele, 2 Unentschieden, 6 Niederlagen, 1:11 Tore (Tordifferenz −10)

## Ehemalige Spieler
| - Tyler Simpson (2004) - Hrajr Mkojan (2009) - Wahe Tadewosjan (2010–2011) - Wahagn Minasjan (2012–2013) | - Samwel Melkonjan (2013–2015) - Artak Aleksanjan (2014–2015) - Hovhannes Goharjan (2014–2015) - Nika Konstantinowitsch Pilijew (2015) |